# Cruzeiro do Sul (Acre)
Cruzeiro do Sul, amtlich Município de Cruzeiro do Sul, ist eine Mittelstadt im brasilianischen Bundesstaat Acre. Sie ist die zweitgrößte Stadt nach der 632 km entfernten Hauptstadt Rio Branco.

## Geschichte
Bis 1903 gehörte das Gebiet zu Bolivien und wurde erst durch den am 17. November 1903 unterzeichneten Vertrag von Petrópolis zwischen Bolivien und Brasilien brasilianisches Territorium. Die Gründung als Vila de Cruzeiro do Sul folgte am 28. September 1904. Im Südwesten ist sie Grenzgebiet zu Peru.

## Bevölkerung
Die Bevölkerung betrug nach der Volkszählung des IBGE von 2022 91.888 Einwohner. Die Zahl wurde vom IBGE 2024 auf 98.382 Bewohner geschätzt.

### Bevölkerungsentwicklung
Quelle IBGE (Angabe für 2024 ist lediglich eine Schätzung)

## Wirtschaft

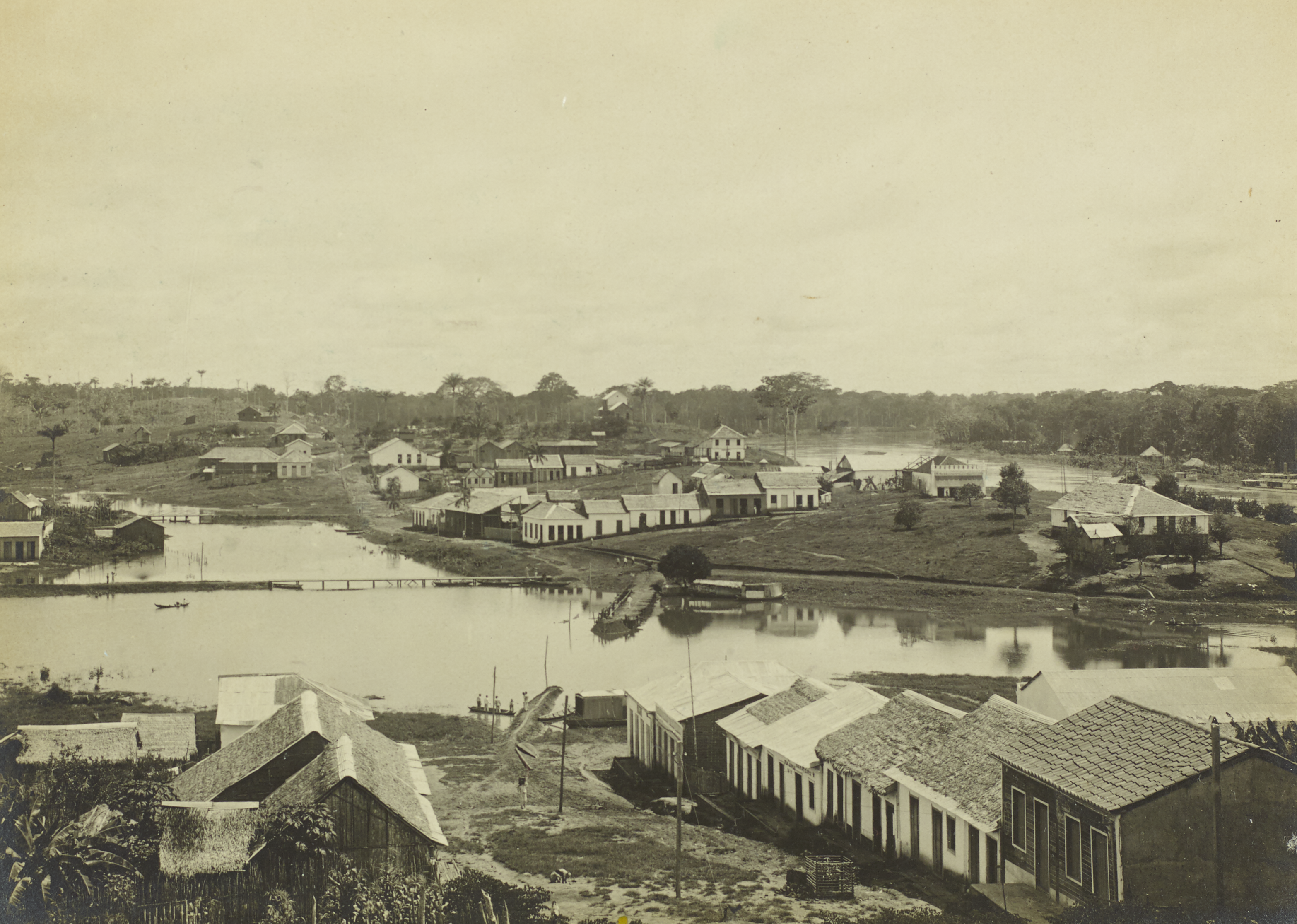
Cruzeiro de Sul in 1906

Bereits Anfang des 20. Jahrhunderts war die Gegend ein Zentrum des Kautschukbooms. Die Wirtschaft beruht heute vor allem auf der Erzeugung landwirtschaftlicher Produkte wie Kautschuk, Mais und Cassava sowie der Forstwirtschaft. Die sich ausbreitende Landwirtschaft hat im 20. und 21. Jahrhundert zu massiver Entwaldung und Umweltzerstörung im westlichen Acre geführt. 
Entwicklung des Bruttosozialprodukts für die Jahre 2003 bis 2015 in Tausend R$:

## Infrastruktur
Cruzeiro do Sul liegt an der Bundesstraße BR-364 und verfügt über den internationalen Flughafen Aeroporto Internacional de Cruzeiro do Sul (IATA: CZS; ICAO: SBCZ), der ebenso den Städten Rodrigues Alves und Mâncio Lima in Acre sowie der Stadt, Guajará im Bundesstaat Amazonas dient.

## Terras Indígenas
Auf dem Gemeindegebiet sind zwei Indianerreservate eingerichtet, die von Yaminawás und Katukinas besiedelt sind, die der Pano-Sprachfamilien angehören. Insbesondere werden die Katukinas durch die mitten durch ihr Siedlungsgebiet führende BR-364 beeinträchtigt.

## Persönlichkeiten
- Adalberto Sena (1901–1982), brasilianischer Politiker
- Chico da Silva (1910–1985), brasilianischer Maler mit indigenen Wurzeln und einer der bedeutendsten Vertreter der naiven Kunst in Lateinamerika